# آکادمی نظامی کارلبرگ
آکادمی نظامی کارلبرگ (سوئدی: Militärhögskolan Karlberg) دانشگاه نظامی زیرمجموعه نیروهای مسلح سوئد است، که در سال ۱۷۹۲ تأسیس شد.